# Líbano en los Juegos Olímpicos de Sankt Moritz 1948
Líbano estuvo representado en los Juegos Olímpicos de Sankt Moritz 1948 por dos deportistas masculinos que compitieron en esquí alpino.
El equipo olímpico libanés no obtuvo ninguna medalla en estos Juegos.